# 1948 год в авиации
Список событий в авиации в 1948 году.

## События
- 8 января — первый полёт реактивного истребителя Ла-15.
- 18 февраля — основана авиакомпания Aviaco.
- 21 марта — первый полёт самолёта Ан-6, высотного разведчика погоды разработки ОКБ-153 О. К. Антонова на базе Ан-2.
- 22 марта — первый полёт американского учебно-тренировочного самолёта T-33 Шутинг Стар.
- 18 апреля — первый полёт И-215 — опытного истребителья-перехватчика с двумя двигателями, созданного ОКБ-21 под руководством С. М. Алексеева.
- 22 апреля — первый полёт опытного реактивного истребителья Ла-168 созданного ОКБ-301 под руководством С. А. Лавочкина.
- 8 мая — первый полёт опытного транспортного вертолёта одновинтовой схемы с рулевым винтом ОКБ Яковлева Як-100.
- 2 июля — первый полёт Бе-6.
- 8 июля — первый полёт Ил-28, первого советского фронтового бомбардировщика с ТРД.
- 18 июля — первый полёт прототипа аргентинского штурмовика FMA I.Ae. 30 Ñancú[1], первоначально задумывавшегося в качестве эскортного истребителя.
- 20 сентября — первый полёт вертолёта Ми-1 (пилот М. К. Байкалов).
- 20 сентября — первый полёт реактивного истребителя Ла-176 (пилот И. Е. Фёдоров).
- 3 декабря — первый полёт Бе-8 (экипаж М. В. Цепилова).

### Без точной даты
- Основана авиакомпания Air Labrador.
- Основана авиакомпания Era Aviation.
- Закрыта программа самолёта Су-10.
- Прекращены работы над самолётом Су-13.
- Совершил первый полёт чешский спортивный самолёт Zlin 26 Trener[2].

## Персоны

### Родились
- 21 марта — Пугачёв, Виктор Георгиевич, советский лётчик-испытатель, Герой Советского Союза. Фигура высшего пилотажа «Кобра Пугачёва» названа его именем, поскольку Пугачёв был первым лётчиком, выполнившим её публично[3].
- 8 августа — Савицкая, Светлана Евгеньевна, советский космонавт, вторая женщина-космонавт в мире и первая в мире женщина-космонавт, вышедшая в открытый космос, дважды Герой Советского Союза, заслуженный мастер спорта СССР (1970), депутат Государственной Думы Федерального Собрания Российской Федерации от фракции КПРФ.

### Скончались
- 30 января — Орвилл Райт (англ. Orville Wright), брат Уилбера Райта, пионер авиации.